# Linia kolejowa Mojynty – Aktogaj
Linia kolejowa Mojynty – Aktogaj – linia kolejowa w Kazachstanie łącząca stację Mojynty ze stacją Aktogaj. Położona jest na trasie Nowego Jedwabnego Szlaku.
Odcinek Mojynty – Sajak zarządzany jest przez oddział karagandyjski, natomiast pozostały fragment przez oddział ałmacki Kolei Kazachskich.
Znajduje się w obwodach karagandyjskim, żetysuskim i abajskim. Linia na całej długości jest niezelektryfikowana i jednotorowa. Pociągi pasażerskie pokonują całą, ponad 500 km linię w czasie 9 godzin 49 minut.

## Geografia
Linii biegnie Kotliną Bałchasko-Ałakolską. Od Bałchaszu do Aktogaju przebiega wzdłuż jeziora Bałchasz.

## Historia
Linia została zbudowana w trzech etapach. Początkowo zbudowano kolej z Mojyntów do Bałchasza (część linii Karaganda - Bałchasz), oddaną do użytku we wrześniu 1939. Następnie przedłużono ją do Sajaku, a później do Aktogaju.
Linia zyskała duże znaczenie w transporcie towarowym w II dziesięcioleciu XXI w., gdy została częścią Nowego Jedwabnego Szlaku, łączącego Chiny z Europą.
Linia początkowo leżała w Związku Sowieckim. Od 1991 znajduje się w granicach Kazachstanu.